# Laruns
 Laruns  es una población y comuna francesa, en la región de Aquitania, departamento de Pirineos Atlánticos, en el distrito de Oloron-Sainte-Marie y cantón de Laruns. En ella se inicia la subida al Col d'Aubisque.

## Toponimia
El topónimo Laruns ha aparecido en el pasado con las formas Larus (1154), Laruntz (1286) y Saint-Pierre de Larhuns (1612). Su origen es euskérico y tendría el significado de «lugar donde abundan las landas».

## Medio físico
Ubicación
Laruns limita con las comunas de Accous, Aste-Béon, Aydius, Béost, Cette-Eygun, Eaux-Bonnes, Etsaut, Gère-Bélesten, Louvie-Soubiron y Urdos del departamento de Pirineos Atlánticos, con la comuna de Arrens-Marsous perteneciente al departamento de Altos Pirineos y con los municipios españoles de Jaca, Canfranc y Sallent de Gállego.
| Noroeste: Aydius              | Norte: Gère-Bélesten y Aste-Béon | Noreste: Louvie-Soubiron y Béost   |
| Oeste: Accous y Etsaut        |                                  | Este: Eaux-Bonnes y Arrens-Marsous |
| Suroeste: Cette-Eygun y Urdos | Sur: Jaca y Canfranc             | Sureste: Sallent de Gállego        |

## Demografía
| 1436 | 1375 | 1408 | 1540 | 1814 | 1751 | 2040 | 2064 | 2239 | 2370 | 2476 | 2279 | 2252 | 2428 | 2442 | 2193 | 2063 | 2061 | 1963 | 1860 | 2418 | 2380 | 1754 | 1728 | 1750 | 1788 | 1955 | 1832 | 1598 | 1465 | 1466 | 1425 | 1373 |
| Para los censos de 1962 a 1999 la población legal corresponde a la población sin duplicidades (Fuente: INSEE [Consultar]) |      |      |      |      |      |      |      |      |      |      |      |      |      |      |      |      |      |      |      |      |      |      |      |      |      |      |      |      |      |      |      |      |